# شقایق (آلبوم)
شقایق نام چهارمین آلبوم داریوش اقبالی است.
این آلبوم شامل ۱۰ قطعه است.

## فهرست آهنگ‌ها
| نام ترانه       | ترانه‌سرا        | آهنگساز          | تنظیم         |
| --------------- | --------------- | ---------------- | ------------- |
| پریا            | احمد شاملو      | داریوش اقبالی    | پرویز مقصدی   |
| شقایق           | اردلان سرفراز   | فرید زلاند       | آندرانیک      |
| گل بارون زده    | ایرج جنتی عطایی | سیاوش قمیشی      | آندرانیک      |
| عروسک           | ایرج جنتی عطایی | بابک بیات        | بابک بیات     |
| طلایه دار       | ایرج جنتی عطایی | بابک بیات        | بابک بیات     |
| یاور همیشه مؤمن | ایرج جنتی عطایی | فرید زلاند       | واروژان       |
| شبخون           | ایرج جنتی عطایی | منوچهر طاهر زاده | منوچهر چشم‌آذر |
| حسود            | آرش سزاوار      | پرویز مقصدی      | پرویز مقصدی   |
| مه‌لقا           |                 | جلیل زلاند       | جلیل زلاند    |
| زندگی یه بازیه  | مینا اسدی       | داریوش اقبالی    | پرویز مقصدی   |